# Sint-Gertrudiskerk (Vorst)
De Sint-Gertrudiskerk is de parochiekerk van Vorst in de Belgische provincie Antwerpen.

## Geschiedenis
Reeds omstreeks 600 n.Chr. zou er al een kapel hebben gestaan in het gehucht Steenbergen, en in 877 kwam een deel van het gebied in het bezit van de Abdij van Nijvel. Daarom werd de parochiekerk aan Sint-Gertrudis gewijd. In de late middeleeuwen ontstond hier een bedevaartsoord van deze heilige. Het hoogtepunt van deze devotie vond in de 17e eeuw plaats. Water uit de aldaar aanwezige Sint-Gertrudisput, en aarde van het kerkhof, vormden naar verluidt een probaat middel tegen ratten en muizen. Een grafsteen van leenheer Hendrik Van der Galen (Hof Vander Galen) en zijn familie ligt voor de hoofdingang.

## Gebouw
De laatgotische kruiskerk dateert van 1460, en in 1756 werden de zijbeuken bijgebouwd. De imposante toren met zes geledingen en een hoogte van 46,55 meter werd omstreeks 1520 gebouwd. De basis van de toren is opgetrokken uit ijzerzandsteen, voorts is witte zandsteen en baksteen gebruikt, waarmee speklagen zijn gevormd. Het torenuurwerk is in 1563 aangebracht.

## Interieur
De kerk bezit een classicistisch altaar uit 1756 en twee schilderijen van Pieter Van Avont 1600 Mechelen 1652 Deurne-Antwerpen: Een kruisafneming, een spiegelkopie naar Rubens, uit 1641 en een Tenhemelopneming van Maria uit 1642. Ook is er een schilderij van Erasmus Quellinus II, voorstellende de Heilige Gertrudis in gebed voor het altaar van de Heilige Sixtus, uit 1644.
Een zeventiende-eeuws schilderij van Mechelaar Gilles Smeijers, Vlucht naar Egypte.  Een altaarschilderij, Christus aan het kruis, van Johannes Carolus Carpentero, uit 1822.
Naast een 13e-eeuws bronzen wijwatervat zijn er enkele 16e-eeuwse gepolychromeerde beelden en een preekstoel uit 1807. Dan is er nog een eikenhouten Calvarieberg die vroeger op de begraafplaats stond en na restauratie in de kerk geplaatst is.

## Landschap
De grote kerk ligt iets buiten de bebouwde kom, vrijwel in het vrije veld. Aldus heeft men een mooi uitzicht op dit gebouw.

## Monument
In 1936 werd de kerk beschermd als monument. Zij was daarmee een van de eerste kerken in Vlaanderen die beschermd werden.